# Zhongxiniscus intermedius
Zhongxiniscus es un género extinto de cordados primitivos procedente del este de Yunnan, China que vivió durante el Cámbrico. Zhongxiniscus es conocido por un único ejemplar fósil, que tenía un cuerpo pequeño, ancho y corto, medía aproximadamente diez milímetros de longitud. Poseía miómeros en forma de S, los cuales suman aproximadamente siete por un milímetro de longitud. Y además tenía dos aletas triangulares en el margen dorsal.

## Clasificación
Zhongxiniscus, en comparación con otros cordados del Cámbrico como Cathaymyrus y los dos vertebrados conocidos de esa época, Haikouichthys y Myllokunmingia, Zhongxiniscus se asemeja más a Cathaymyrus, porque al igual a Zhongxiniscus, Cathaymyrus también tenía miómeros en forma de S, pero son diferentes por la aleta dorsal y un cuerpo más corto. Zhongxiniscus se parece en forma a Haikouichthys y Myllokunmingia en su cuerpo y su aleta dorsal, pero se diferencia de estos dos últimos, porque tienen miómeros en forma de zigzag y radios en las aletas, que Zhongxiniscus carece evidentemente.
Por estas razones, Zhongxiniscus se considera provisionalmente que una forma intermedia entre Cathaymyrus y los vertebrados Haikouichthys y Myllokunmingia.